# Tituria javanensis
Tituria javanensis är en insektsart som beskrevs av William Lucas Distant 1907. Tituria javanensis ingår i släktet Tituria och familjen dvärgstritar. Inga underarter finns listade i Catalogue of Life.